# Rømø
Rømø (in tedesco: Röm) è un'isola danese dell'arcipelago delle Frisone settentrionali.
Rømø è la più meridionale delle isole danesi del Mare dei Wadden. Questa distinzione era precedentemente detenuta dalla piccola isola disabitata di Jordsand, ricoperta dalle acque nel 1999.
Ha una superficie di 129 km² e 677 abitanti, secondo una stima del 2006. Fa parte del territorio del comune di Tønder, nella regione di Syddanmark.
Oggi è una meta turistica molto frequentata.

## Geografia
È la più meridionale delle isole danesi appartenenti alle Frisone settentrionali. Dista solo 3 km dall'isola tedesca di Sylt, a sud, con la quale è collegata via nave, mentre è collegata alla terraferma da una strada posta su una diga.

## Storia
Rømø fa parte dello Jutland meridionale, una regione storica della Danimarca. Con la seconda guerra dello Schleswig (1864), la regione divenne parte della Prussia (e successivamente dell'Impero tedesco) come parte della provincia dello Schleswig-Holstein. Rømø e il resto dello Jutland meridionale furono riuniti alla Danimarca nel 1920, dopo i plebisciti dello Schleswig.
Tra il 1970 e il 2006, Rømø faceva parte del comune di Skærbæk, nella contea dello Jutland meridionale. Dal 2007 fa parte del comune di Tønder nella regione della Danimarca meridionale.

## Attrazioni
Rømø ha diverse attrazioni di importanza nazionale:
- Il Kommandørgården ("Fattoria del Comandante") è una delle antiche e ricche fattorie ereditarie di Rømø ed è stato a lungo abitato dal magistrato dell'isola. La Fattoria del Comandante è ora una delle sedi del Museo Nazionale di Danimarca. A sud di questa parte del sito si trova la Toftum Skole, la scuola più piccola e antica della Danimarca.

- La Sankt Clemens Kirke, del 1200, ampliata nel XVII e XVIII secolo, è dedicata a San Clemente, patrono dei naviganti. Al suo interno sono custodite diverse preziose navi votive. La chiesa è circondata da un cimitero con lapidi di ricchi capitani balenieri, le cosiddette "pietre del comandante".

- Havsand a sud e Juvre Sand a nord formano la più grande spiaggia sabbiosa del Nord Europa. Con la bassa marea è larga circa 4 km. D'estate sono numerose le auto e i camper (“il parcheggio più grande d'Europa”).

- Nel centro naturale di Tønnisgård si trova una mostra sul mare dei Wadden e sulla natura e la cultura di Rømø tutto l'anno: ci sono foche e uccelli imbalsamati, un fanone di balena lungo quattro metri, ossa di uno dei capodogli spiaggiati, un pezzo di ambra di 2,2 kg e altro ancora. Il centro naturalistico organizza, tra l'altro, escursioni in pianura fangosa e tour nei bunker.